# Portugal op de Europese kampioenschappen atletiek 2010
Portugal werd vertegenwoordigd door 42 atleten op de Europese kampioenschappen atletiek 2010.

## Deelnemers
| Onderdeel            | Mannen                                                                                | Vrouwen                                             |
| -------------------- | ------------------------------------------------------------------------------------- | --------------------------------------------------- |
| 100m                 | Francis Obikwelu                                                                      |                                                     |
| 200m                 | Francis Obikwelu Arnaldo Abrantes                                                     | Sónia Tavares                                       |
| 5000m                | Eduardo Mbengani Rui Pedro Silva Yousef El Kalai                                      | Ana Dulce Félix Sara Moreira Jéssica Augusto        |
| 10000m               | José Rocha Yousef El Kalai                                                            | Ana Dulce Félix Sara Moreira Jéssica Augusto        |
| 400m horden          | João Ferreira                                                                         | Patrícia Lopes                                      |
| 3000m steeplechase   | Alberto Paulo Mário Teixeira Pedro Ribeiro                                            |                                                     |
| 20 km snelwandelen   | João Vieira Sérgio Vieira                                                             | Ana Cabecinha Inês Henriques Vera Santos            |
| 50 km snelwandelen   | Augusto Cardoso António Pereira                                                       |                                                     |
| Marathon             | Alberto Chaíça Fernando Silva Hermano Ferreira José Moreira Luís Moreira              | Ana Dias Fernanda Ribeiro Mónica Rosa Marisa Barros |
| Polsstokhoogspringen | Edi Maia                                                                              | Maria Eleonor Tavares Sandra Tavares                |
| Verspringen          | Gaspar Araújo                                                                         | Naide Gomes                                         |
| Hink-stap-springen   |                                                                                       | Patrícia Mamona                                     |
| Kogelstoten          | Marco Fortes                                                                          | Antónia Borges                                      |
| Discuswerpen         |                                                                                       | Liliana Cá                                          |
| 4 x 100m             | Arnaldo Abrantes Francis Obikwelu João Ferreira Ricardo Monteiro Yazaldes Nascimentos |                                                     |

## Resultaten

### 100m mannen
- Francis Obikwelu
  - Ronde 1: 10.27 (Q)
  - Halve finale: 8ste in 10,25 (Q)
  - Finale: 4de in 10,18 (SB)

### 200m

#### Mannen
- Francis Obikwelu
  - Reeksen: niet gestart
- Arnaldo Abrantes
  - Reeksen: 14de in 20,87 (Q)
  - Halve finale: 15de in 20,88 (NQ)

#### Vrouwen
- Sónia Tavares
  - Reeksen: 22ste in 24,14 (NQ)

### 20km snelwandelen

#### Mannen
- João Vieira:  in 1:20:49
- Sérgio Vieira: 21ste in 1:27:07

#### Vrouwen
- Ana Cabecinha: 8ste in 1:31:48
- Inês Henriques: 9de in 1:32:26
- Vera Santos: 6de in 1:30:52

### 400m horden

#### Mannen
- João Ferreira
  - Reeksen: 52,27 (NQ)

#### Vrouwen
- Patricia Lopes: 
  - Ronde 1: 56.78 (NQ)

### 3000m steeple mannen
- Alberto Paulo:
  - Reeksen: 6de met 8.30,26 (Q)
  - Finale: 10de in 8.28,08
- Mário Teixeira
  - Reeksen: 20ste met 8.42,53 (NQ)
- Pedro Ribeiro
  - Reeksen: 21ste met 8.45,18 (NQ)

### 5000m mannen
- Eduardo Mbengani
  - Reeksen: 17de in 13.50,22 (NQ)
- Yousef El Kalai
  - Reeksen: niet gestart

### 10000m

#### Mannen
- José Rocha: 19de in 29:50.41
- Yousef El Kalai: 8ste in 29:07.61
- Rui Pedro Silva: opgave

#### Vrouwen
- Ana Dulce Félix: 9de in 33.12,93
- Sara Moreira: opgave
- Jéssica Augusto:  in 31.25,77

### 50km snelwandelen
- Augusto Cardoso: 14de in 4:03.40
- António Pereira: opgave

### 4x100m

#### Mannen
- Reeksen: 2de in 39,09 (Q)
- Finale: 6de in 38,88

### Kogelstoten

#### Mannen
- Marco Fortes
  - Kwalificatie: 13de met 19,48m (NQ)

#### Vrouwen
- Maria Antonia Borges
  - Kwalificatie: 16,08m (NQ)

### Verspringen

#### Mannen
- Naide Gomes
  - Kwalificatie: 6,81m (SB) (Q)
  - Finale:  met 6,92m (SB)

#### Vrouwen
- Gaspar Araújo
  - Kwalificatie: 19de met 7,87m (NQ)

### Discuswerpen vrouwen
- Liliana Ca
  - Kwalificatie: 55,47m (NQ)

### Polsstokhoogspringen mannen
- Edi Maia
  - Kwalificatie: 26ste met 5,10m (NQ)

### Hink-stap-springen vrouwen
- Patrícia Mamona
  - Kwalificatie: 11de met 14,12m (NR) (q)
  - Finale: 8ste met 14,07m

### Marathon

#### Mannen
- Alberto Chaíça: 20ste in 2:24.14
- Fernando Silva: opgave
- Hermano Ferreira: opgave
- José Moreira: 42ste in 2:43.56
- Luís Feiteira: 10de in 2:21.28

#### Vrouwen
- Ana Dias: 18de in 2:41.02
- Fernanda Ribeiro: opgave
- Mónica Rosa: opgave
- Marisa Barros: 8ste in 2:35.43

Albanië · Andorra · Armenië · Azerbeidzjan · België · Bosnië en Herzegovina · Bulgarije · Cyprus · Denemarken · Duitsland · Estland · Finland · Frankrijk · Georgië · Gibraltar · Griekenland · Groot-Brittannië · Hongarije · Ierland · IJsland · Israël · Italië · Kroatië · Letland · Liechtenstein · Litouwen · Luxemburg · Macedonië · Malta · Moldavië · Monaco · Montenegro · Nederland · Noorwegen · Oekraïne · Oostenrijk · Polen · Portugal · Roemenië · Rusland · San Marino · Servië · Slovenië · Slowakije · Spanje · Tsjechië · Turkije · Wit-Rusland · Zweden · Zwitserland